# Hiob Ludolf
Hiob Ludolf ou Job Leutholf (15 juin 1624 à Erfurt – 8 avril 1704 à Francfort-sur-le-Main) est un orientaliste et philologue allemand. Selon Edward Ullendorff, Ludolf est « le plus illustre nom de l'érudition éthiopienne ».

## Biographie
Hiob Ludolf naît le 15 juin 1624 à Erfurt. Après avoir étudié la philologie à l'académie d'Erfurt puis à Leyde, il voyage dans le but de parfaire ses compétences dans les langues. Pendant qu'il recherche des documents à Rome en 1649, il fait la connaissance d'un moine nommé Gregorius, un érudit d'Abyssinie de qui il acquiert une connaissance approfondie de la langue éthiopienne.
En 1652, Ludolf entre au service du duc de Saxe-Gotha, qu'il sert jusqu'en 1678, année où il se retire à Francfort-sur-le-Main. En 1683, il se rend en Angleterre dans le but de faire la promotion du commerce avec l'Éthiopie, mais il échoue principalement à cause de l'opposition des chefs de l'Église éthiopienne orthodoxe. De retour à Francfort en 1684, il se consacre à la production littéraire, qu'il poursuit jusqu'à la fin de sa vie. Il meurt à Francfort le 8 avril 1704.
Il a été nommé président du Collegium Imperiale Historicum en 1690. August Benedict Michaelis publie sa correspondance sur la linguistique avec Leibniz en 1755.
Selon Ullendorff, ses « dictionnaires et grammaires d'éthiopien et d'amharique sont d'une importance qui transcende largement son époque parce que, pendant plus d'un siècle et demi, ils ont été les outils indispensables à l'étude de ces langues ; sa monumentale histoire d'Éthiopie (abondamment commentée) est encore utile et plaisante. »

## Œuvres

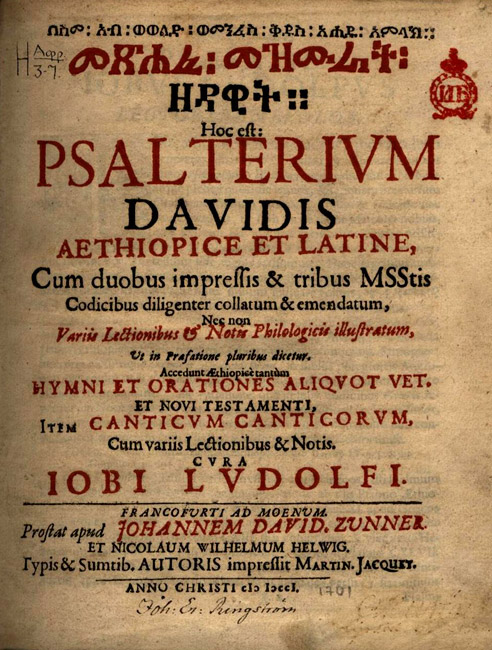
Psalterium Davidis Aethiopice et Latine (1701)

L'œuvre de Ludolf, qui maîtrisait vingt-cinq langues selon des rumeurs, inclut Sciagraphia historiae aethiopicae (Jena, 1676) et Historia aethiopica (Francfort, 1681). Ce dernier ouvrage, traduit en anglais, français et néerlandais, a reçu en suppléments Commentarius (1691) et Appendices (1693-1694).
- Nouvelle histoire d'Abyssinie ou d'Ethiopie tirée de l'histoire latine, Paris, 1684 (traduction en français d'Historia aethiopica, [lire en ligne])
- A new history of Ethiopia being a full and accurate description of the kingdom of Abessinia, vulgarly, though erroneously, called the Empire of Prester John by the learned Job Ludolphus, 1684 (traduction de commentaires en lien avec l'ouvrage précédent)

Son Allgemeine Schau-Bühne der Welt (œuvre posthume publiée en 1713 à Francfort-sur-le-Main) comprend un compte rendu détaillé du massacre de Batih en 1652, l'exécution massive de prisonniers polonais par des cosaques ukrainiens.
Parmi ses autres travaux, notons :
- Grammatica linguae amharicae, Francfort, 1698
- Lexicon amharico-latinum, Francfort, 1698
- Lexicon aethiopico-latinum, Francfort, 1699
- Grammatica aethiopica, Londres, 1661 ; Francfort, 1702

### Citations originales
1. ↑  the most illustrious name in Ethiopic scholarship. Ullendorff 1965, p. 9
2. ↑  Ethiopic and Amharic dictionaries and grammars were of importance far transcending his own time and remained, for well over a century and a half, the indispensable tools for the study of these languages, while his monumental history of Ethiopia (with an extensive commentary) can still be read with profit as well as enjoyment. dans Ullendorff 1965, p. 11.